# National Provincial Championship (2006–presente)
La National Provincial Championship, anteriormente llamado Mitre 10 Cup es el campeonato nacional de liga de rugby en Nueva Zelanda. Es una competición que suele comenzar en julio y terminar en octubre o principios de noviembre.
La primera edición tuvo lugar en el año 1976, y ha tenido varios formatos en su historia, si bien en 2006 se hizo el último cambio para crear dos divisiones, llamándose Air NZ Cup exclusivamente a la categoría principal, compuesta por 14 equipos, y quedando los restantes 12 clubs de la antigua competición relegados a un campeonato no profesional de inferior categoría. Estos 14 equipos son representantes de sus respectivas federaciones regionales, a modo de campeonato entre provincias.
La temporada 2010 fue la primera temporada en la que el torneo se denomina ITM Cup, por motivos de patrocinio. Hasta el año 2009 fue conocida como Air NZ Cup por el mismo motivo. A partir de 2016 el torneo se denomina Mitre 10 Cup.
El alto nivel de los jugadores que participan en esta liga hace que pueda ser comparada con la Premiership inglesa, el Top 14 francés, la Currie Cup sudafricana o la Pro14.
En el Hemisferio Sur el calendario rugbístico está dispuesto de tal manera que los campeonatos nacionales de Australia, Sudáfrica y Nueva Zelanda no coincidan en el tiempo con el potentísimo torneo del Super Rugby, de modo que los mismos jugadores que destacan en la competición suelen ser convocados más adelante para disputar el Super Rugby en alguno de los 5 equipos neozelandeses.

## Situación geográfica
| - Auckland - (2) - Bay of Plenty - (4) - Canterbury - (14) - Counties Manukau - (3) - Hawke´s Bay - (6) - Manawatu - (8) - North Harbour - (2) - Northland - (1) - Otago - (15) - Southland - (16) - Taranaki - (7) - Tasman - (10) - Waikato - (3) - Wellington - (9) |

## Equipos actuales
| Colores | Equipo           | Ciudad           | Estadio                                       | Capacidad     | Fundación |
| ------- | ---------------- | ---------------- | --------------------------------------------- | ------------- | --------- |
|         | Auckland         | Auckland         | Eden Park                                     | 50,000        | 1883      |
|         | Bay of Plenty    | Mount Maunganui  | Rotorua International Stadium Tauranga Domain | 26,000 5,000  | 1911      |
|         | Canterbury       | Christchurch     | AMI Stadium                                   | 18,000        | 1879      |
|         | Counties Manukau | Pukekohe         | ECOLight Stadium                              | 12,000        | 1955      |
|         | Hawke's Bay      | Napier           | McLean Park                                   | 19,700        | 1884      |
|         | Manawatu         | Palmerston North | Central Energy Trust Arena                    | 15,000        | 1886      |
|         | North Harbour    | Auckland         | QBE Stadium                                   | 25,000        | 1985      |
|         | Northland        | Whangarei        | Toll Stadium                                  | 30,000        | 1920      |
|         | Otago            | Dunedin          | Forsyth Barr Stadium                          | 30,748        | 1881      |
|         | Southland        | Invercargill     | Rugby Park Stadium                            | 20,000        | 1887      |
|         | Taranaki         | New Plymouth     | Yarrow Stadium                                | 25,500        | 1885      |
|         | Tasman           | Nelson Blenheim  | Trafalgar Park Lansdowne Park                 | 18,000 15,000 | 2006      |
|         | Waikato          | Hamilton         | FMG Stadium Waikato                           | 25,800        | 1921      |
|         | Wellington       | Wellington       | Westpac Stadium                               | 34,500        | 1879      |

## Palmarés
- Se consideran los campeonatos desde el 2006 a la fecha, para los campeonatos entre 1976 y 2005 véase National Provincial Championship.
- El torneo de segunda división (Championship), se disputó entre 2010 y 2021, fecha en que las dos categorías fueron unificadas.

| Año  | Air NZ Cup                       |                                  |
| ---- | -------------------------------- | -------------------------------- |
| 2006 | Waikato                          |                                  |
| 2007 | Auckland                         |                                  |
| 2008 | Canterbury                       |                                  |
| 2009 | Canterbury                       |                                  |
| Año  | ITM Cup                          |                                  |
| 2010 | Canterbury                       |                                  |
| Año  | ITM Cup                          | ITM Cup                          |
| Año  | Premiership                      |                                  |
| 2011 | Canterbury                       |                                  |
| 2012 | Canterbury                       |                                  |
| 2013 | Canterbury                       |                                  |
| 2014 | Taranaki                         |                                  |
| 2015 | Canterbury                       |                                  |
| Año  | Mitre 10 Cup                     | Mitre 10 Cup                     |
| Año  | Premiership                      |                                  |
| 2016 | Canterbury                       |                                  |
| 2017 | Canterbury                       |                                  |
| 2018 | Auckland                         |                                  |
| 2019 | Tasman                           |                                  |
| 2020 | Tasman                           |                                  |
| Año  | National Provincial Championship | National Provincial Championship |
| Año  | Premiership                      |                                  |
| 2021 | Waikato                          |                                  |
| 2022 | Wellington                       |                                  |
| 2023 | Taranaki                         |                                  |
| 2024 | Wellington                       |                                  |
| 2025 | En disputa                       |                                  |

| Año  | ITM Cup                          |                                  |
| ---- | -------------------------------- | -------------------------------- |
| 2010 | Canterbury                       |                                  |
| Año  | ITM Cup                          | ITM Cup                          |
| Año  | Championship                     |                                  |
| 2011 | Hawke's Bay                      |                                  |
| 2012 | Counties Manukau                 |                                  |
| 2013 | Tasman                           |                                  |
| 2014 | Manawatu                         |                                  |
| 2015 | Hawke's Bay                      |                                  |
| Año  | Mitre 10 Cup                     | Mitre 10 Cup                     |
| Año  | Championship                     |                                  |
| 2016 | North Harbour                    |                                  |
| 2017 | Wellington                       |                                  |
| 2018 | Waikato                          |                                  |
| 2019 | Bay of Plenty                    |                                  |
| 2020 | Hawke's Bay                      |                                  |
| Año  | National Provincial Championship | National Provincial Championship |
| Año  | Championship                     |                                  |
| 2021 | Taranaki                         |                                  |

### Por número de títulos
Se incluyen además las consagraciones del National Provincial Championship.
- 17 - Auckland
- 14 - Canterbury
- 6 - Wellington
- 3 - Waikato
- 2 - Otago
- 2 - Tasman
- 2 - Taranaki
- 1 - Manawatu
- 1 - Bay of Plenty
- 1 - Counties Manukau